# Норт-Вудбері Тауншип (округ Блер, Пенсільванія)
Норт-Вудбері Тауншип (англ. North Woodbury Township) — селище (англ. township) в США, в окрузі Блер штату Пенсільванія. Населення — 2433 особи (2020).

## Демографія
Згідно з переписом 2010 року, у селищі мешкали 2644 особи в 1049 домогосподарствах у складі 699 родин. Було 1101 помешкання
Расовий склад населення:
| - 98,0 % — білих - 0,3 % — чорних або афроамериканців - 0,1 % — корінних американців - 0,1 % — азіатів |

До двох чи більше рас належало 0,6 %. Частка іспаномовних становила 1,6 % від усіх жителів.
За віковим діапазоном населення розподілялося таким чином: 21,3 % — особи молодші 18 років, 50,8 % — особи у віці 18—64 років, 27,9 % — особи у віці 65 років та старші. Медіана віку мешканця становила 47,3 року. На 100 осіб жіночої статі у селищі припадало 89,7 чоловіків;  на 100 жінок у віці від 18 років та старших — 86,1 чоловіків також старших 18 років.
Середній дохід на одне домашнє господарство  становив 57 620 доларів США (медіана — 47 813), а середній дохід на одну сім'ю — 72 797 доларів (медіана — 61 161). Медіана доходів становила 41 375 доларів для чоловіків та 31 711 долар для жінок. За межею бідності перебувало 10,2 % осіб, у тому числі 8,6 % дітей у віці до 18 років та 9,7 % осіб у віці 65 років та старших.
Цивільне працевлаштоване населення становило 1038 осіб. Основні галузі зайнятості: виробництво — 22,0 %, роздрібна торгівля — 20,7 %, освіта, охорона здоров'я та соціальна допомога — 18,3 %.